# Borowik (powiat wałecki)
Borowik – osada leśna w Polsce położona w województwie zachodniopomorskim, w powiecie wałeckim, w gminie Człopa.
W latach 1975–1998 miejscowość należała administracyjnie do województwa pilskiego.